# Roman Manitra Raharison
Roman Manitra Raharison – madagaskarski zapaśnik walczący w stylu wolnym. Srebrny medalista mistrzostw Afryki w 2020 roku.